# My Mine
My Mine sono un gruppo italiano di musica italo disco, fondato nel 1983 da tre musicisti provenienti da Terni.
Il produttore del progetto fu Mauro Malavasi, considerato uno dei principali promotori del pop italiano degli anni ottanta.

## Storia

### Le origini della band Water Krause e Ipnotico Tango
I gruppi da dove si evolsero i My Mine sono stati i Water Krause e gli Ipnotico Tango. I Water Krause si formarono a Terni nel 1979 e furono attivi per un paio d'anni. La formazione comprendeva Luciano Brogelli alla voce, Enrico Conte al basso e i futuri My Mine Carlo Malatesta alla  chitarra e Danilo Rosati alla batteria. Il loro genere era post punk / new wave e tennero i loro concerti solo nel centro Italia. Nel 1981 si presentarono all'Italian Records e cambiarono nome in Ipnotico Tango e anche il genere cambiò in una cupa elettronica con atmosfere dark all'italiana. Entra nella formazione l'altro futuro My Mine Stefano Micheli. I loro pezzi Ipnotico Tango, Erotico Mango e Spasmodico Rango entrarono a far parte della compilation Ref. 907 prodotta da Oderso Rubini. Nel 1983 il gruppo dà vita ai My Mine.

### I My Mine e Hypnotic Tango
Divenuti stabilmente i My Mine con il singolo Hypnotic Tango, che ottenne un buon successo commerciale anche in Germania, i My Mine crearono uno dei classici più amati dell'epoca dell'italo disco. Nel 1983 è stata anche la sigla del programma musicale Hit Parade Discoring Estate di Raiuno.
Ad anni dalla sua pubblicazione, Hypnotic Tango continuò ad ispirare numerosi musicisti e DJ, soprattutto nell'ambito della musica elettronica e del techno.
Così se ne servirono ad esempio Frankie Knuckles in un remix del 1987, Carl Craig in Rushed, gli olandesi Beatfreakz e il trio inglese Bandulu in Amaranth: Love Lies Bleeding.
Nel 2002 i Master Blaster riuscirono ancora una volta a qualificarsi nella top ten tedesca con una cover del brano.
Il gruppo inglese Bananarama raggiunse nel 2005 il secondo posto delle Dance Charts statunitensi con Look On The Floor (Hypnotic Tango).

### L'album Stone
Per il loro primo e unico album Stone c'è da attendere il 1985. L'album è stato trainato dal singolo Cupid girl, di cui il video clip riscosse un buon successo, e comprendeva una canzone in duetto con Lucio Dalla. L'ultimo singolo Can Delight uscì nel 1986. I My Mine furono destinati a rimanere uno degli one-hit wonder nella storia della musica, per i quali Hypnotic Tango costituì l'unico successo della carriera.
Il singolo successivo Zorro (1984) mancò di posizionarsi in cima alle classifiche musicali, mentre del 45 giri Cupid Girl del 1985 si vendettero solo pochi esemplari. Fu così che nel 1986 i ternani My Mine interruppero la loro attività artistica.

### Reunion 2016
Dopo trent'anni dal loro scioglimento, i My Mine tornano con due brani: Like a Fool e Love is in the Sky nel mese di luglio. New entry è la cantante Ilaria Melis. Il progetto però non ha seguito per la mancanza di promozione.

### 2023: nuovo remix e il ritorno discografico
Il 29 Settembre 2023 avviene la release su tutte le piattaforme digitali di un nuovo remix di Hypnotic Tango ad opera di Benny Benassi e Albertino per NoColors Records che celebra il quarantesimo anniversario dall’uscita del brano. Il lavoro riscuote subito un buon successo internazionale in termini di streaming. Il remix è parte di un progetto che vede il ritorno dei MyMine con un nuovo EP con l’etichetta discografica AbNormal Music insieme al producer D4D (Giovanni De Rosa).

## Formazione
Attuale
- Carlo Malatesta - chitarra, tastiera, voce (1983-1986, 2016-presente)
- Danilo Rosati - drum machine, programming sequencer, tastiere (1983-1986, 2016-presente)

Ex-componenti
- Stefano Micheli - voce, tastiera (1983-1985)
- Darren T. Hatch - voce, tastiera (1985-1986)
- Ilaria Melis - voce (2016-2018)

## Discografia

### Album
- 1985: Stone

### Singoli
- 1983: Hypnotic Tango
- 1984: Zorro
- 1985: Cupid Girl
- 1986: Can Delight
- 2016: Like a Fool
- 2018: Love is in the Sky